# Euromit
Euromit – termin odnoszący się do przesadzonych lub wymyślonych historii na temat Unii Europejskiej (UE) i działalności jej instytucji, takich jak rzekomo nonsensowne prawodawstwo.
Ten sam termin był również stosowany przez eurosceptyków dla rzekomo mylących lub przesadzonych twierdzeń Komisji Europejskiej, a niektórzy z nich twierdzą, że termin (w pierwszym znaczeniu) jest fałszywie stosowany do prawdziwych historii.
Czasami debata na temat tego, czy dane twierdzenie jest prawdziwe, czy nie, trwa długo po pojawieniu się oryginalnej historii. Czasami euromity mogą powstać, gdy działania innej organizacji europejskiej, takiej jak Rada Europy, są błędnie przypisywane UE.
W 2000 rząd brytyjski ogłosił politykę publicznego obalania takich mitów, oskarżając dziennikarzy o zaniechanie misji informacyjnej.

## Źródła euromitów
Oskarżenia o rozprzestrzenianie zniekształconych lub nieprawdziwych relacji są najczęściej kierowane pod adresem konserwatywnych i eurosceptycznych mediów. Autorzy tych relacji starają się zarzucić instytucjom i agencjom Unii Europejskiej opracowywanie przepisów, które „przeczą zdrowemu rozsądkowi”. Przykłady euromitów obejmują historie o przepisach zakazujących między innymi ciastek, chipsów o smaku krewetek, zakrzywionych bananów i mącznego groszku. W brytyjskich mediach pojawiały się także historie, że angielskie lokale serwujące dania Fish and Chips będą zmuszone do używania łacińskich nazw ryb, że piętrowe autobusy zostaną zakazane, że angielski rabarbar musi być prosty i że barmanki będą musiały zasłaniać swój dekolt.
W niektórych przypadkach euromity powstawały w wyniku świadomych działań lobbystów mających na celu wpływanie na działania europejskiej biurokracji, na przykład na poziomu ceł na poszczególne produkty. Urzędnicy UE stwierdzili również, że wiele takich historii wzięło swój początek z niejasnych lub niezrozumiałych informacji, upraszczających często skomplikowane przepisy.
Proste banany
Rzekomy zakaz stosowania zakrzywionych bananów to jeden z najsłynniejszych euromitów. Rozporządzenie Komisji Europejskiej (WE) nr 2257/94 faktycznie określa minimalne wymiary bananów. Stwierdza również, że owoce te powinny być wolne od deformacji lub anormalnej krzywizny. Przepisy dotyczące kształtu mają jednak zastosowanie wyłącznie do bananów sprzedawanych jako produkty klasy ekstra. Drobne wady kształtu (ale nie wielkości) są dozwolone w bananach klasy I i klasy II. Jednak propozycja zakazująca stosowania prostych bananów i innych zniekształconych owoców została odrzucona przez Parlament Europejski w 2008 roku.
W dniu 29 lipca 2008 Komisja Europejska przeprowadziła wstępne głosowanie w sprawie uchylenia niektórych przepisów dotyczących innych owoców i warzyw (ale nie bananów). Zgodnie z komunikatem prasowym Komisji: „W dobie wysokich cen i rosnącego popytu nie ma sensu wyrzucać tych produktów ani ich niszczyć [...] Regulowanie tych rzeczy nie powinno być zadaniem UE, znacznie lepiej pozostawić to podmiotom rynkowym.” Niektóre źródła eurosceptyczne twierdzą, że jest to przyznanie, że pierwotne przepisy rzeczywiście zakazywały niewymiarowych lub zniekształconych owoców i warzyw.
Eurosausage
Określenie „eurosausage” (tłum. eurokiełbasa) wraz z historią o Komisji Europejskiej zamierzającej zmienić nazwę brytyjskich kiełbasek (bangers) na „emulgowane wysokotłuszczowe rurki podrobowe”, ponieważ nie zawierały one wystarczającej ilości mięsa, weszły do świadomości brytyjskich obywateli, mimo że były jedynie częścią serialu telewizyjnego Yes Minister.